# San Andrés Paxtlán
San Andrés Paxtlán es una comunidad en el municipio de San Andrés Paxtlán en el estado de Oaxaca. San Andrés Paxtlán está a 2008 metros de altitud.

## Geografía
Está ubicada a 16° 7' 31.8" latitud norte y 96° 18' 9" longitud oeste.

## Población
Según el censo de población de INEGI del 2010: la comunidad cuenta con una población total de 1196 habitantes, de los cuales 605 son mujeres y 591 son hombres. Del total de la población 901 personas hablan alguna lengua indígena.

## Ocupación
El total de la población económicamente activa es de 399 habitantes, de los cuales 303 son hombres y 96 son mujeres.